# Schwedischer Fußballpokal der Männer 2009
Der schwedische Fußballpokal 2009 (auch Svenska Cupen 2009 genannt) war die 54. Austragung des Fußballpokalwettbewerbs der Männer. Die Vorrunde begann am 14. März 2009. Das Finale fand am 7. November 2009 im Råsundastadion von Solna statt.
Pokalsieger wurde AIK Solna. Das Team setzte sich im Finale mit 2:0 gegen Titelverteidiger IFK Göteborg durch. Da AIK durch den Gewinn der Meisterschaft für die 2. Qualifikationsrunde der UEFA Champions League 2010/11 qualifiziert war, ging der Platz für die Europa League an den unterlegenen Finalisten.

## Modus
Alle Begegnungen wurden im K.-o.-System ausgetragen. Bei unentschiedenem Ausgang gab es eine Verlängerung von zweimal 15 Minuten und gegebenenfalls ein Elfmeterschießen.

## Teilnehmer
| Fotbollsallsvenskan (16) (Level 1)                                                                                             | Fotbollsallsvenskan (16) (Level 1)                                                                               | Superettan (15) (Level 2) | Superettan (15) (Level 2) |
| --- | --- | --- | --- |
| - Djurgårdens IF - IF Elfsborg - GAIS Göteborg - Gefle IF - IFK Göteborg - Hammarby IF - Halmstads BK - Helsingborgs IF        | - Kalmar FF - Ljungskile SK - Malmö FF - IFK Norrköping - Örebro SK - AIK Solna - GIF Sundsvall - Trelleborgs FF | - Ängelholms FF - Assyriska Föreningen - Åtvidabergs FF - IF Brommapojkarna - Degerfors IF - Enköpings SK - Falkenbergs FF - BK Häcken                                     | - Jönköpings Södra IF - IF Limhamn Bunkeflo - Landskrona BoIS - Mjällby AIF - Örgryte IS - Qviding FIF - IK Sirius - Väsby United                           |
| Division 1 (15) (Level 3) | Division 1 (15) (Level 3)                                                                                        | Division 2 (22) (Level 4) | Division 2 (22) (Level 4) |
| - Arameiska-Syrianska Botkyrka IF - Ersboda SK - BK Forward - Gröndals IK - Husqvarna FF - Lindome GIF - IFK Malmö - Norrby IF | - Östersunds FK - Skövde AIK - Syrianska FC - FC Trollhättan - Valsta Syrianska IK - Vasalunds IF - Västerås SK  | - Enskede IK - Gunnilse IS - Hammarby Talang FF - IFK Hässleholm - Heby AIF - Hudiksvalls ABK - KB Karlskoga - Karlslunds IF - Kinna IF - IFK Klagshamn - Kristianstads FF | - Markaryd IF - Linköpings FK - Ljungby IF - IFK Luleå - Lunds BK - Nyköpings BIS - IK Oddevold - Sandvikens IF - Sollentuna FK - IFK Timrå - Vallentuna BK |
| Division 3 (17) (Level 5) | Division 3 (17) (Level 5)                                                                                        | Division 3 (17) (Level 5) | Division 4 (5) (Level 6) |
| - Alviks IK - Åsebro IF - Dalkurd FF - IFK Fjärås - IK Gauthiod - IS Halmia                                                    | - Höganäs BK - Karlstad BK - Kvarnsvedens IK - IF Lödde - Mjölby AI FF - IFK Ölme                                | - IK Östria Lambohov - Rydaholms GoIF - Sjobo IF - Slottsskogen/Godhem IF - Växjö Norra IF                                                                                 | - Asarums IF - Domsjö IF - Reymersholms IK - Tidaholms GoIF - Vetlanda FF                                                                                   |
| Division 5 (5) (Level 7) | Division 5 (5) (Level 7)                                                                                         | Division 6 (1) (Level 8) | Division 7 (1) (Level 9) |
| - IFK Berga - Dalhem IF - Skrea IF                                                                                             | - IFK Umeå - KF Velebit                                                                                          | - Handelskamraternas IS | - FC Widerlöv Uppsala |

## Vorrunde
Teilnehmer: 50 Vereine ab der dritten Liga abwärts. In Klammern ist die jeweilige Ligaebene angegeben, in der der Verein in der Saison 2008 spielte.
| Datum      |                              | Ergebnis |                                       |
| ---------- | ---------------------------- | -------- | ------------------------------------- |
| 14.03.2009 | IF Lödde (V)                 | 0:3      | Kristianstads FF (IV)                 |
| 14.03.2009 | Slottsskogen/Godhem IF (V)   | 0:5      | IK Gauthiod (V                        |
| 21.03.2009 | Ljungby IF (IV)              | 1:2      | Husqvarna FF (III)                    |
| 21.03.2009 | Hammarby Talang FF (IV)      | 5:1      | Vallentuna BK (IV)                    |
| 21.03.2009 | Enskede IK (IV)              | 1:0      | Linköpings FK (IV)                    |
| 21.03.2009 | Mjölby AI FF (V)             | 2:4      | Vetlanda FF (VI)                      |
| 21.03.2009 | Växjö Norra IF (V)           | 0:4      | IFK Hässleholm (IV)                   |
| 22.03.2009 | Gröndals IK (III)            | 3:1      | Heby AIF (IV)                         |
| 22.03.2009 | IFK Fjärås (V)               | 1:2      | Gunnilse IS (IV)                      |
| 22.03.2009 | FC Widerlöv Uppsala (IX)     | 1:4      | Kvarnsvedens IK (V)                   |
| 22.03.2009 | IK Östria Lambohov (V)       | 0:2      | Nyköpings BIS (IV)                    |
| 22.03.2009 | Reymersholms IK (VI)         | 0:5      | Arameiska-Syrianska Botkyrka IF (III) |
| 22.03.2009 | Dalkurd FF (V)               | 4:2      | Västerås SK (III)                     |
| 22.03.2009 | Sjobo IF (V)                 | 0:3      | IFK Malmö (III)                       |
| 22.03.2009 | Höganäs BK (V)               | 0:2      | IFK Klagshamn (IV)                    |
| 22.03.2009 | Åsebro IF (V)                | 2:5      | Karlstad BK (V)                       |
| 22.03.2009 | Tidaholms GoIF (VI)          | 2:6      | IK Oddevold (IV)                      |
| 22.03.2009 | Asarums IF (VI)              | 0:6      | IFK Berga (VII)                       |
| 22.03.2009 | Hudiksvalls ABK (IV)         | 3:4      | Sandvikens IF (IV)                    |
| 22.03.2009 | Handelskamraternas IS (VIII) | 2:0      | Dalhem IF (VII)                       |
| 22.03.2009 | Rydaholms GoIF (V)           | 0:3      | IS Halmia (V)                         |
| 22.03.2009 | KF Velebit (VII)             | 1:0      | Kinna IF (IV)                         |
| 22.03.2009 | Domsjö IF (VI)               | 1:4      | IFK Timrå (IV)                        |
| 22.03.2009 | Skrea IF (VII)               | 0:4      | Lunds BK (IV)                         |
| 22.03.2009 | Sollentuna FK (IV)           | 1:0      | Valsta Syrianska IK (III)             |

## 1. Runde
Teilnehmer: Die 25 Sieger der Vorrunde, die drei besten Drittligisten, die in die Superettan 2009 aufstiegen, 13 weitere Mannschaften ab der dritten Liga abwärts und sieben der letzten acht Zweitligisten (außer Enköpings SK). In Klammern ist die jeweilige Ligaebene angegeben, in der der Verein in der Saison 2008 spielte.
| Datum      |                              | Ergebnis              |                                       |
| ---------- | ---------------------------- | --------------------- | ------------------------------------- |
| 25.03.2009 | Nyköpings BIS (IV)           | 3:3 n. V. (4:5 i. E.) | Syrianska FC (III)                    |
| 28.03.2009 | IFK Malmö (III)              | 0:3                   | Kristianstads FF (IV)                 |
| 28.03.2009 | Norrby IF (III)              | 2:1                   | Husqvarna FF (III)                    |
| 28.03.2009 | Alviks IK (V)                | 1:4                   | Ersboda SK (III)                      |
| 28.03.2009 | Lunds BK (IV)                | 0:1                   | Landskrona BoIS (II)                  |
| 28.03.2009 | Skövde AIK (III)             | 3:1                   | Degerfors IF (II)                     |
| 29.03.2009 | KB Karlskoga (IV)            | 0:2                   | BK Forward (III)                      |
| 29.03.2009 | Markaryd IF (IV)             | 0:2                   | IS Halmia (V)                         |
| 29.03.2009 | Hammarby Talang FF (IV)      | 3:1                   | Vasalunds IF (III)                    |
| 29.03.2009 | IFK Berga (VII)              | 2:7                   | IFK Hässleholm (IV)                   |
| 29.03.2009 | IFK Klagshamn (IV)           | 0:2                   | IF Limhamn Bunkeflo (II)              |
| 29.03.2009 | IK Oddevold (IV)             | 1:3                   | Lindome GIF (III)                     |
| 29.03.2009 | IFK Timrå (IV)               | 0:5                   | Östersunds FK (III)                   |
| 29.03.2009 | IFK Umeå (VII)               | 1:4                   | IFK Luleå (IV)                        |
| 29.03.2009 | KF Velebit (VII)             | 0:4                   | Gunnilse IS (IV)                      |
| 29.03.2009 | Karlstad BK (V)              | 2:7                   | FC Trollhättan (III)                  |
| 29.03.2009 | Sollentuna United (IV)       | 0:2                   | Väsby United (II)                     |
| 29.03.2009 | IK Gauthiod (V)              | 0:4                   | Qviding FIF (II)                      |
| 30.03.2009 | Enskede IK (IV)              | 1:0                   | Arameiska-Syrianska Botkyrka IF (III) |
| 02.04.2009 | Vetlanda FF (VI)             | 0:2                   | Jönköpings Södra IF (II)              |
| 02.04.2009 | Handelskamraternas IS (VIII) | 0:3                   | Gröndals IK (III)                     |
| 03.04.2009 | Dalkurd FF (V)               | 1:2                   | IK Sirius (II)                        |
| 04.04.2009 | Kvarnsvedens IK (V)          | 0:2                   | Sandvikens IF (IV)                    |
| 04.04.2009 | IFK Ölme (V)                 | 4:1                   | Karlslunds IF (IV)                    |

## 2. Runde
Teilnehmer: Die 24 Sieger der 1. Runde, fünf Zweitligisten (Platz 4 bis 8) der Saison 2008 und die drei Absteiger aus der ersten Liga 2008. In Klammern ist die jeweilige Ligaebene angegeben, in der der Verein in der Saison 2008 spielte.
| Datum      |                          | Ergebnis              |                           |
| ---------- | ------------------------ | --------------------- | ------------------------- |
| 08.04.2009 | Gröndals IK (III)        | 3:4 n. V.             | IK Sirius (II)            |
| 08.04.2009 | Sandvikens IF (IV)       | 0:2                   | Syrianska FC (III)        |
| 08.04.2009 | IFK Ölme (V)             | 1:2                   | Assyriska Föreningen (II) |
| 08.04.2009 | IS Halmia (V)            | 1:4                   | Kristianstads FF (IV)     |
| 08.04.2009 | Ängelholms FF (II)       | 1:3 n. V.             | Ljungskile SK (I)         |
| 08.04.2009 | Gunnilse IS (IV)         | 2:0                   | Jönköpings Södra IF (II)  |
| 08.04.2009 | IF Limhamn Bunkeflo (II) | 1:3                   | Mjällby AIF (II)          |
| 08.04.2009 | IFK Luleå (IV)           | 1:5 n. V.             | GIF Sundsvall (I)         |
| 08.04.2009 | FC Trollhättan (III)     | 2:3                   | Qviding FIF (II)          |
| 08.04.2009 | Norrby IF (III)          | 0:3                   | Åtvidabergs FF (II)       |
| 08.04.2009 | Ersboda SK (III)         | 3:1                   | Östersunds FK (III)       |
| 08.04.2009 | Enskede IK (IV)          | 1:2                   | IFK Norrköping (I)        |
| 08.04.2009 | IFK Hässleholm (IV)      | 2:2 n. V. (3:2 i. E.) | Falkenbergs FF (II)       |
| 08.04.2009 | Lindome GIF (III)        | 0:1                   | Landskrona BoIS (II)      |
| 08.04.2009 | Hammarby Talang FF (IV)  | 0:3                   | Väsby United (II)         |
| 09.04.2009 | BK Forward (III)         | 0:3                   | Skövde AIK (III)          |

## 3. Runde
Teilnehmer: Die 16 Sieger der 2. Runde, die besten 13 Erstligisten 2008 und die besten drei Zweitligisten 2008. In Klammern ist die jeweilige Ligaebene angegeben, in der der Verein in der Saison 2008 spielte.
| Datum      |                          | Ergebnis  |                        |
| ---------- | ------------------------ | --------- | ---------------------- |
| 25.04.2009 | Kristianstads FF (IV)    | 1:4       | Örebro SK (I)          |
| 25.04.2009 | Ljungskile SK (I)        | 1:2 n. V. | IF Elfsborg (I)        |
| 25.04.2009 | Ersboda SK (III)         | 1:8       | IFK Göteborg (I)       |
| 25.04.2009 | Åtvidabergs FF (II)      | 2:3 n. V. | Hammarby IF (I)        |
| 25.04.2009 | Syrianska FC (III)       | 5:1 n. V. | Trelleborgs FF (I)     |
| 26.04.2009 | Qviding FIF (II)         | 1:3       | Gefle IF (I)           |
| 26.04.2009 | Assyriska Föreningen (I) | 2:4       | BK Häcken (II)         |
| 26.04.2009 | GIF Sundsvall (I)        | 1:0       | Kalmar FF (I)          |
| 26.04.2009 | Väsby United (II)        | 0:2       | Helsingborgs IF (I)    |
| 26.04.2009 | IFK Hässleholm (IV)      | 0:2       | Djurgårdens IF (I)     |
| 26.04.2009 | Skövde AIK (III)         | 0:2       | Halmstads BK (I)       |
| 26.04.2009 | Landskrona BoIS (II)     | 4:2       | GAIS Göteborg (I)      |
| 26.04.2009 | Mjällby AIF (II)         | 1:0       | Malmö FF (I)           |
| 26.04.2009 | IK Sirius (II)           | 2:0 n. V. | IF Brommapojkarna (II) |
| 26.04.2009 | Gunnilse IS (IV)         | 2:0       | Örgryte IS (II)        |
| 26.04.2009 | IFK Norrköping (I)       | 1:2       | AIK Solna (I)          |

## Achtelfinale
Teilnehmer: Die 16 Sieger der 2. Runde, die besten 13 Erstligisten 2008 und die besten drei Zweitligisten 2008.
| Datum      |                      | Ergebnis |                     |
| ---------- | -------------------- | -------- | ------------------- |
| 13.05.2009 | Örebro SK (I)        | 3:0      | Halmstads BK (I)    |
| 13.05.2009 | Syrianska FC (III)   | 2:1      | IF Elfsborg (I)     |
| 13.05.2009 | Landskrona BoIS (II) | 1:4      | IFK Göteborg (I)    |
| 13.05.2009 | Mjällby AIF (II)     | 4:2      | Hammarby IF (I)     |
| 13.05.2009 | Gefle IF (I)         | 1:0      | Djurgårdens IF (I)  |
| 13.05.2009 | GIF Sundsvall (I)    | 3:5      | BK Häcken (II)      |
| 13.05.2009 | IK Sirius (II)       | 0:1      | AIK Solna (I)       |
| 14.05.2009 | Gunnilse IS (IV)     | 0:7      | Helsingborgs IF (I) |

## Viertelfinale
| Datum      |                    | Ergebnis  |                     |
| ---------- | ------------------ | --------- | ------------------- |
| 28.06.2009 | Syrianska FC (III) | 1:3 n. V. | Helsingborgs IF (I) |
| 08.07.2009 | Mjällby AIF (II)   | 1:2       | AIK Solna ()        |
| 08.07.2009 | BK Häcken (II)     | 1:0       | Örebro SK (I)       |
| 09.07.2009 | IFK Göteborg (I)   | 3:1       | Gefle IF (I)        |

## Halbfinale
| Datum      |                     | Ergebnis  |                  |
| ---------- | ------------------- | --------- | ---------------- |
| 06.09.2009 | AIK Solna (I)       | 3:2 n. V. | BK Häcken (II)   |
| 16.09.2009 | Helsingborgs IF (I) | 1:3       | IFK Göteborg (I) |

## Finale
| Paarung        | AIK Solna – IFK Göteborg |
| Ergebnis       | 2:0 (0:0) |
| Datum          | 7. November 2009 |
| Stadion        | Råsundastadion, Solna |
| Zuschauer      | 24.365 |
| Schiedsrichter | Jonas Eriksson |
| Tore           | 1:0 Mauro Iván Obolo (72.) 2:0 Antônio Flávio (90.) |
| AIK Solna      | Daniel Örlund – Per Karlsson, Jos Hooiveld, Markus Jonsson, Nils Eric Johansson – Dulee Johnson, Jorge Ortiz, Kenny Pavey (67. Bojan Djordjic) – Martin Kayongo-Mutumba (88. Daniel Tjernström), Antônio Flávio, Mauro Iván Obolo Cheftrainer: Mikael Stahre                |
| IFK Göteborg   | Kim Christensen – Mikael Dyrestam (46. Niclas Alexandersson), Hjálmar Jonsson, Ragnar Sigurðsson, Erik Lund – Sebastian Eriksson, Jakob Johansson (69. Hannes Stiller), Gustav Svensson, Theódór Elmar Bjarnason – Stefan Selakovic, Tobias Hysén Cheftrainer: Jonas Olsson |
| Gelbe Karten   | Nils Eric Johansson (18.), Antônio Flávio (85.) – Erik Lund (17.), Bjarnason (17.), Stiller (83.) |